# Неустроев, Николай Денисович
Неустро́ев Никола́й Дени́сович (3 (15) декабря 1895, 4-й Баягантайский наслег, Баягантайский улус, Якутская область — 21 июля 1929, Якутск) — якутский писатель начала XX века, драматург, один из основоположников якутской литературы.

## Биография
Родился в  (15) декабря 1895 года в 4-м Баягантайском наслеге Баягантайского улуса Якутской области. Старший брат Анны Неустроевой, писательницы.
Начальное образование получил в Баягантайской школе. В 1910—1913 годах учился в четырёхклассном Якутском городском училище. Учился вместе с Платоном Слепцовым (Ойунским), Максимом Аммосовым. В годы учёбы активно участвовал в работе литературно-общественного кружка учащихся; увлекался театром — в то время в Доме приказчиков и отдельных домах ставились драмы русских классиков на якутском языке, пьесы Анемподиста Софронова. В 1916 году Николай Неустроев вместе с Платоном Ойунским перевёл комедию Гоголя «Ревизор», что стало пробой пера начинающего драматурга. Из-за болезни, не окончив училище, вынужден был вернуться на родину; занимался самообразованием, читал много классической литературы.
В 1919 году Н. Неустроев состоял членом волостного и наслежного ревкомов, в 1922—1924 годах работал учителем в Уолбинской школе.
В 1925 году был делегатом IV Якутского съезда Советов.
В 1925—1926 годах — ответственный секретарь редакции журнала «Хозяйство Якутии».
В 1927 году он был направлен на учёбу в Московский литературный институт им. В. Брюсова, но слабое здоровье помешало ему учиться.
Николай Неустроев скончался 21 июля 1929 года в Якутске после продолжительной болезни, был похоронен на территории Никольской церкви.

## Творчество
Первый рассказ Н. Неустроева «Дикая жизнь» был написан на русском языке в 1915 году, напечатан в журнале «Сибирские огни».
Николай Неустроев первым в якутской драматургии обратился к жанровой форме комедии. Его пьесы сыграли большую роль в зарождении якутского театрального искусства. День премьеры его произведения «Куһаҕан тыын» («Злой дух»; режиссёр Д. Д. Большев), 17 октября 1925 года, считается днём рождения Саха Академического драматического театра.
В конце 1920-х годов произведения Николая Неустроева печатались в журналах «Чолбон», «Кыһыл ыллык», газете «Кыым». В 1926 году была выпущена в свет первая книга «Саха комедиялара» («Якутские комедии»), в которую вошли комедии «Кукаакы Кулуба», «Тиэтэйбит» и «Тар». Также при жизни писателя в 1927 году была напечатана отдельной книгой комедия «Куһаҕан тыын».
В 1929 году был напечатан сборник рассказов, книга была дополнена и переиздана в 1934 году. В 1947 году выпущен сборник избранных произведений, в который вошли основные работы писателя: четыре комедии и семь рассказов.
Полное собрание сочинений «Төрөөбүт сирбэр, тапталлаах дьоммор» («Родному краю, любимому народу») напечатано в 1995 году, к 100-летию со дня рождения писателя.
Творческое наследие Николая Неустроева исследовали доктор исторических наук Г. П. Башарин, литературовед Г. К. Боескоров, прозаик и литературный критик Н. М. Заболоцкий.
Архив писателя, в том числе недоконченные рукописи: пьесы, рассказы, очерки и др., хранится в архивном фонде Якутского научного центра СО РАН.

## Известные произведения

### Комедии
- Кукаакы Кулуба (Голова Сойка; 1920)
- Тиэтэйбит (Поспешивший; 1920—1925)
- Тар (Простокваша; 1921)
- Куһаҕан тыын (Злой дух; 1925)

### Драма
- Оҥоруу кытаанах

### Рассказы
- Сэмэнчик (1921)
- Муммут оҕо кэпсээнэ (1924)
- Балыксыт Былатыан (Рыбак; 1926)
- Ыйдаҥа (1926)
- Иирээн (Скандал; 1926)
- Куттаммыт (Страх)
- Омоҕой, Эллэй икки

## Память
- Имя Николая Денисовича Неустроева присвоено:

Усть-Таттинской средней школе Таттинского улуса;
улице в городе Якутске.